# Arthrolytus discoideus
Arthrolytus discoideus är en stekelart som först beskrevs av Christian Gottfried Daniel Nees von Esenbeck 1834.  Arthrolytus discoideus ingår i släktet Arthrolytus och familjen puppglanssteklar. Arten är reproducerande i Sverige. Inga underarter finns listade.